# Antonia Prebble
Antonia Mary Prebble (6 de junio de 1984) es una actriz neozelandesa, ha interpretado a Trudy en La tribu y a Loretta West en la serie Outrageous Fortune.

## Biografía
Es hija de John Prebble, un abogado, tiene tres medios hermanos. 
Sus tíos son Mark Prebble un comisionado y jefe del servicio público de Nueva Zelanda y Richard Prebble un exministro del gobierno y líder del partido del trabajo "ACT".
Su abuelo es Kenneth Prebble, quien fue el archidiácono anglicano de St. Matthews. 
Estudió ballet durante 8 años, también toca la flauta y la guitarra española.

## Carrera
Antes de La Tribu apareció en varias obras como "Starchild" y "The Magical Kingdom of Thingymijig" que le dieron una gran experiencia interpretativa. Más tarde, apareció en las series "A Crack in Time" y "A Twist in the Tale". Antes de ser Trudy, sus padres no creían oportuno que interpretara a una adolescente de 14 años que se quedaba embarazada y estuvo a punto de no aceptar su papel en La Tribu.  
Se unió al elenco principal de la serie "The Blue Rose". También participó en Power Rangers Mystic Force
En el 2014 se unió al elenco principal de la miniserie australiana ANZAC Girls donde interpretó a Hilda Steele.

## Filmografía

### Televisión y cine
- "Safe Home" (2023)... (En posproducción)
- "Shortland Street" (2022)... Rebekah Anderson
- "My Life is Murder" (2021)... Ramona Church
- "Alguien está mintiendo" (2021)... Robyn
- "Inside" (2020)... Fiona
- "Pork Pie" (2017-)... Susie
- "Sisters" (2017-)... Edie
- "Westside" (2015-2010).... Rita West
- "Winter" (2015).... Alesia Taylor
- "La cura (The Cure)" (2013).... Beth Wakefield
- "Mentiras blancas" (2013).... Rebecca
- "The Blue Rose" (2013).... Jane March
- "Auckland Daze" (2012).... Antonia
- "Super City" (2011).... Toni
- "The Almighty Johnsons" (2011).... Sonja
- "Spies and Lies" (2010).... Mavis
- "Outrageous Fortune" (2005-2010).... Loretta West
- "Power Rangers Mystic Force" (2006).... Clare
- "Power Rangers S.P.D."
  - - Finales, parte 2 (2005) (Voz).... S.P.D. Nova Ranger
- "Power Rangers Dino Thunder"
  - - El Poder del Rayo 2 (2004).... Krista
  - - La Pasión de Conner (2004).... Krista
- "WNTV" (2001).... Host (2002-2003)
- "Dark Knight"
  - - Damned (2001).... Ruth
- "La Tribu" (1999-2003).... Trudy/Madre Suprema
- "A Twist in the Tale"
  - - A Crack in Time (1999).... Jem
- "Mirror, Mirror II" (1997).... Mandy McFarlane

### Teatro
| Año  | Obra                  | Personajes      | Director (a)     | Teatro                    |
| ---- | --------------------- | --------------- | ---------------- | ------------------------- |
| 2010 | Cabaret               | Sally Bowles    | -                | Christchuch Court Theatre |
| 2010 | Sweeney Todd          | -               | Peach Theatre    | -                         |
| 2009 | The Little Brown Hen  | -               | Tom Sainsbury    | -                         |
| 2009 | She Stoops to Conquer | Kate Hardcastle | Michael Hurst    | Auckland Theatre          |
| 2009 | Station To Station    | Veronica        | Cameron Rhodes   | -                         |
| 2007 | And then You Die      | -               | Thomas Sainsbury | The Herald Theatre        |
| 1999 | Joan St Jones         | -               | -                | -                         |
| 1997 | Childerns Chrous      | -               | -                | -                         |
| 1996 | Starchild             | -               | -                | -                         |

## Premios y nominaciones
| Año  | Categoría                          | Premio                                  | Serie              | Resultado |
| ---- | ---------------------------------- | --------------------------------------- | ------------------ | --------- |
| 2013 | Mejor Actriz Secundaria            | Qantas Film and Television Award        | Outrageous Fortune | Ganó      |
| 2007 | Mejor Actriz                       | Air New Zealand Film & Television Award | Outrageous Fortune | Nominada  |
| 2006 | Mejor Interpretación Femenina      | NZ Film & Television Award              | Outrageous Fortune | Nominada  |
| 2005 | Mejor Actriz y Estrella Ascendente | TV Guide People's Choice Award          | Outrageous Fortune | Nominada  |